# Tam Trà
Tam Trà là một xã thuộc huyện Núi Thành, tỉnh Quảng Nam, Việt Nam.

## Địa lý
Xã Tam Trà nằm ở phía tây và nam huyện Núi Thành, có vị trí địa lý:
- Phía đông giáp xã Tam Mỹ Tây
- Phía tây giáp huyện Bắc Trà My
- Phía nam giáp tỉnh Quảng Ngãi
- Phía bắc giáp xã Tam Thạnh và xã Tam Sơn.

Xã Tam Trà có diện tích 101,55 km², dân số năm 2019 là 3.112 người, mật độ dân số đạt 31 người/km².

## Hành chính
Xã Tam Trà được chia thành 4 thôn: Phú Trường, Phú Thọ, Phú Tân, Phú Tứ.